# Joy
Joy este o revistă lunară pentru femei care are ca țintă publicul feminin între 18 și 35 ani, cu apariții în peste 10 țări din lume.

## Joy în România
Revista Joy este prezentă și în România, din anul 2004.
Joy este editată în Romania de grupul media Edipresse AS Romania, care mai publică, printre altele, revistele Elle, Avantaje sau Viva!.
În primele șase luni ale anului 2007, Joy a înregistrat vâzări de circa 38.300 de exemplare pe apariție.
„Ca editor al revistei Bolero, revista concurentă cu Joy pe segmentul pocket glossy, Ringier a decis să consolideze piața prin închiderea revistei Bolero și preluarea licenței Joy (...). Ultima ediție a revistei Bolero va fi cea din ianuarie 2011”.